# Road Rash
Road Rash – seria gier komputerowych stworzonych przez Electronic Arts, zręcznościowych wyścigów motocyklowych. Była to pierwsza seria wyścigowa, w której istniała możliwość bicia przeciwników. Gry były wydawane w latach 1991-2004. Ostatnia gra serii została wydana na Game Boy Advance.

## Lista gier
| Tytuł                | Platformy                                                       | Rok wydania |
| -------------------- | --------------------------------------------------------------- | ----------- |
| Road Rash            | Mega Drive, Master System, Game Gear, Game Boy, Amiga, Atari ST | 1991        |
| Road Rash II         | Mega Drive, Game Boy Color                                      | 1992        |
| Road Rash            | 3DO, PlayStation, SEGA Saturn, Windows                          | 1994        |
| Road Rash 3          | Mega Drive                                                      | 1995        |
| Road Rash            | Mega Drive - Mega CD                                            | 1995        |
| Road Rash 3-D        | Playstation                                                     | 1998        |
| Road Rash 64         | Nintendo 64                                                     | 1999        |
| Road Rash: Jailbreak | PlayStation                                                     | 2000        |
| Road Rash: Jailbreak | Game Boy Advance                                                | 2003        |